# FTSE Italia Mid Cap
El FTSE Itàlia Mid Cap és un índex borsari que considera la cotització de les empreses italianes a la Borsa italiana, que formaven part de la sèrie de Blue Chip del MTA i del MTAX (anteriorment «Nou Mercat») i no van ser incloses a l'índex FTSE MIB.

## Societats
Consta de les 60 millors empreses per capitalització de mercat que no pertanyen a l'índex FTSE MIB i els seus components hauran de ser revisats i modificats segons sigui necessari, en un temps de cadència trimestral.
| Nome                               |
| ---------------------------------- |
| Acea                               |
| Amplifon                           |
| Anima Holding                      |
| Ansaldo STS                        |
| Ascopiave                          |
| Astaldi                            |
| ASTM                               |
| Banca Carige                       |
| Banca Generali                     |
| Banca IFIS                         |
| Banca Intermobiliare               |
| Banca Popolare di Sondrio          |
| Beni Stabili                       |
| Brembo                             |
| Brunello Cucinelli                 |
| Cairo Communication                |
| Cattolica Assicurazioni            |
| Cementir Holding                   |
| Cerved Group                       |
| Compagnie Industriali Riunite      |
| COFIDE                             |
| Credito Emiliano                   |
| Credito Valtellinese               |
| Danieli                            |
| Datalogic                          |
| De' Longhi                         |
| DeA Capital                        |
| DiaSorin                           |
| EI Towers                          |
| Engineering Ingegneria Informatica |
| ERG                                |
| Fincantieri                        |
| FinecoBank                         |
| Geox                               |
| Gruppo Editoriale L'Espresso       |
| Hera Group                         |
| Immobiliare Grande Distribuzione   |
| I.M.A.                             |
| Indesit Company                    |
| Interpump Group                    |
| Societat Iren                      |
| Italcementi                        |
| Italmobiliare                      |
| Maire Tecnimont                    |
| MARR                               |
| Parmalat                           |
| Piaggio                            |
| RCS MediaGroup                     |
| Recordati                          |
| Reply                              |
| Safilo                             |
| Salini Impregilo                   |
| Saras                              |
| SAVE                               |
| SIAS                               |
| Sol                                |
| Sorin Biomedica                    |
| Unipol                             |
| Vittoria Assicurazioni             |
| Zignago Vetro                      |

Dades al 26 de setembre de 2014.